# 陸求可
陸求可（?—1679年），字咸一，別字密庵，又字月湄。是中國清朝江南山陽人，清初官員。
順治五年（1648年），以《禮記》舉江南鄉試，順治十二年（1655年）乙未科進士，翌年除裕州知州。三年後入為刑部員外郎，累官刑部郎中。康熙元年（1662年）以按察司僉事提督福建學政，任滿稱職，應遷布政司參議。享年六十有三，康熙十八年七月，因病逝世。著有《密菴詩集》十卷、《文稿》一十六卷、《詞選》六卷、《語錄》四卷。生有三子：陸誌謹，歲貢生，候選國子監學正。陸誌寬，太學生。陸誌默，亦歲貢生。另有女二人。